# Schloss Biendorf

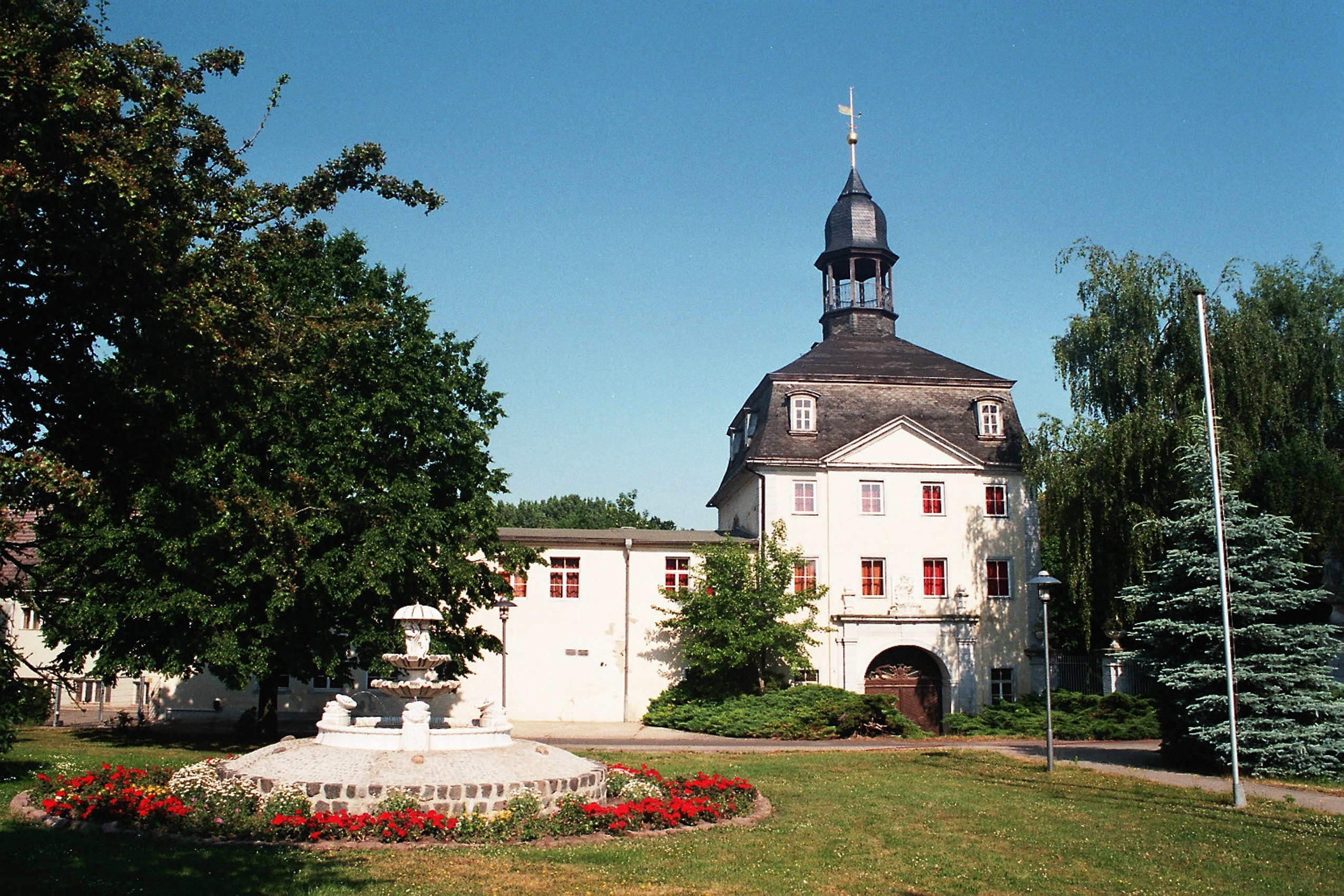
Schloss Biendorf

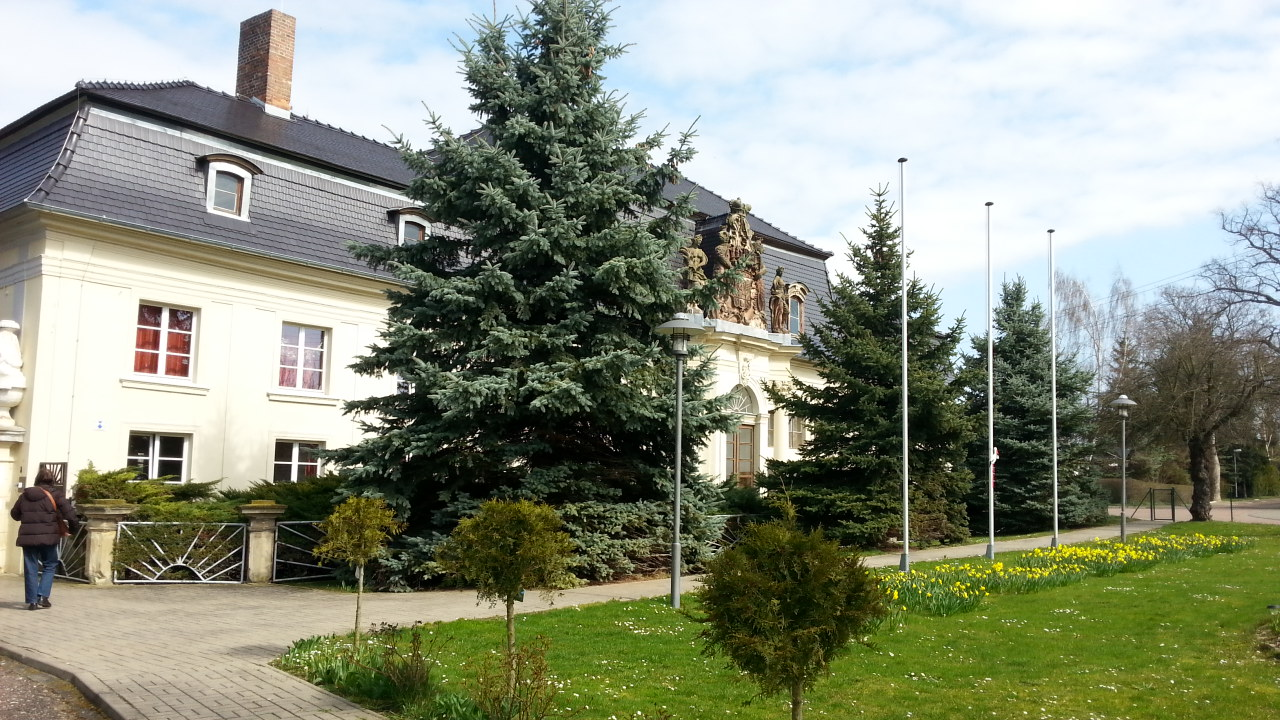
Hauptgebäude des Schlosses

Schloss Biendorf ist ein um 1720 erbautes und zwischen 1759 und 1784 im Spätbarock erweitertes Schloss. Das Schloss mit Orangerie und die angegliederte Parkanlage liegt in Biendorf, einem Ortsteil der Stadt Bernburg im Salzlandkreis in Sachsen-Anhalt. Heute ist es nahezu ein Neubau aus dem Jahr 1927, an dessen Nordseite ein quadratisches Areal mit einem streng gegliederten Barockgarten grenzt. Von diesem Garten sind heute nur noch die Mauer und das Sandsteinportal an der Nordseite erhalten, welche jetzt unter Denkmalschutz stehen. Das Schloss beheimatete auch ein Privatmuseum der jetzigen niederländischen Besitzerfamilie van de Merwe.

## Geschichte
Urkundliche Quellen für ein Gut in der Ortschaft Biendorf, gehen bis auf das Jahr 1488 zurück. Neben dem Rittergut entstanden auch freie Sattelhöfe. Die Güter gelangten 1623 in Besitz des Sigismunds von Hagen „Herr auf Biendorf mit Wohlsdorf und Preußlitz“. Er veranlasste eine gründliche Renovierung des Guts und der Nebengebäude. Um 1720 wurde durch Busso von Hagen auf dem Gutsbesitz ein Landschloss errichtet.
Im Jahre 1759 erwarb der seit 1755 regierende Fürst Carl Georg Leberecht von Anhalt-Köthen (1730–1789) die Rittergutsanlage, welche er bis 1784 zu einem spätbarocken repräsentativen Sommerschloss im Stil seiner Zeit umbauen ließ. Mit ihm begann auch der Bau des Turmhauses und der Orangerie (1760–1763), gleichzeitig ließ er für seine Ehefrau Charlotte Louise Fredrike (1749–1812) die Schlosskapelle errichten, die 1789 eingeweiht wurde. Nach seinem Tod im gleichen Jahr wurde das Schloss bis 1812 als Witwensitz genutzt. 1813 begann der Bau einer Parkanlage, die sich unmittelbar dem Schloss angliederte. Mit dem Anschluss von Biendorf an die Eisenbahn im Jahre 1846 nutzten die Bürger aus Köthen und Bernburg die Parkanlage als Naherholungsgebiet.
Nach dem Ende des Deutschen Kaiserreichs 1918–1919 wurde zunächst 1918 das Schloss und Gut in die Dessauer Stiftung überführt und 1919 vom vormaligen Gutspächter Lampe erworben. 1919 verwüstete ein kräftiger Brand einen Großteil der Anlagen und Gebäude, nur das Torhaus und die Orangerie blieben unbeschädigt. Der Gutsbesitzer Lampe begann unvermittelt mit dem Wiederaufbau und erweiterte den Park um einen englischen Garten, der durch eine Toranlage in eine Allee und einen Landschaftspark anknüpfte. 
In Folge der Privatinsolvenz des Eigentümers kaufte 1927 der Staat die Anlagen auf und ließ sie von einem Treuhänder verwalten. Danach wurden die Gebäude 1935 durch die Nationalsozialistische Regierung gekauft und zur ersten Landfrauenschule Deutschlands umgestaltet. Von 1949 bis 1992 beheimatete Biendorf die Fachschule für Landwirtschaft und Weiterbildungszentrum, die sich auf dem Schlossgelände eingerichtet hatte. 1992 entstand die Fachschule für Agrar- und Hauswirtschaft, die 2004 ihren Lehrbetrieb einstellt. 2005 wurde die gesamte Infrastruktur von der Familie van de Merwe erworben, renoviert und restauriert, zu einer Herberge umgebaut sowie mit einem Privatmuseum erweitert.

## Die Adelsfamilie von Hagen in Biendorf
Als erster Herr auf Biendorf mit Wohlsdorf und Preußlitz wird Sigismund von Hagen (1564–1651) benannt, dieser war mit Anna Margarethe von Kotze (* 1588) verheiratet.
- Ihm folgte sein Sohn Michael Hermann von Hagen a.d.H. Biendorf (1620–1666),[5] er war mit Klara von der Asseburg († 1675) verheiratet. 
  - Der nächste Herr auf Biendorf wurde der Sohn Michael Hermanns, Busso von Hagen.[5] Er wurde 1665 in Plötzkau geboren und starb 1734 in Biendorf. In zweiter Ehe war er mit Dorothea Henriette von Schöning (1682–1714), einer Tochter des kurbrandenburgischen und kursächsischen Feldmarschalls Hans Adam von Schöning. 
    - Der letzte Herr auf Biendorf und Döbernitz war dessen Sohn Graf Anton August von Hagen (1702–1758),[6] dieser war sächsischer Oberstleutnant und Kammerherr am sächsischen Hofe. Er war mit Eleonore Friedericke Sophie Gräfin von Wartensleben, einer Tochter des preußischen Generalfeldmarschalls Alexander Hermann von Wartensleben verheiratet.

## Privatmuseum „Van de Merwe“

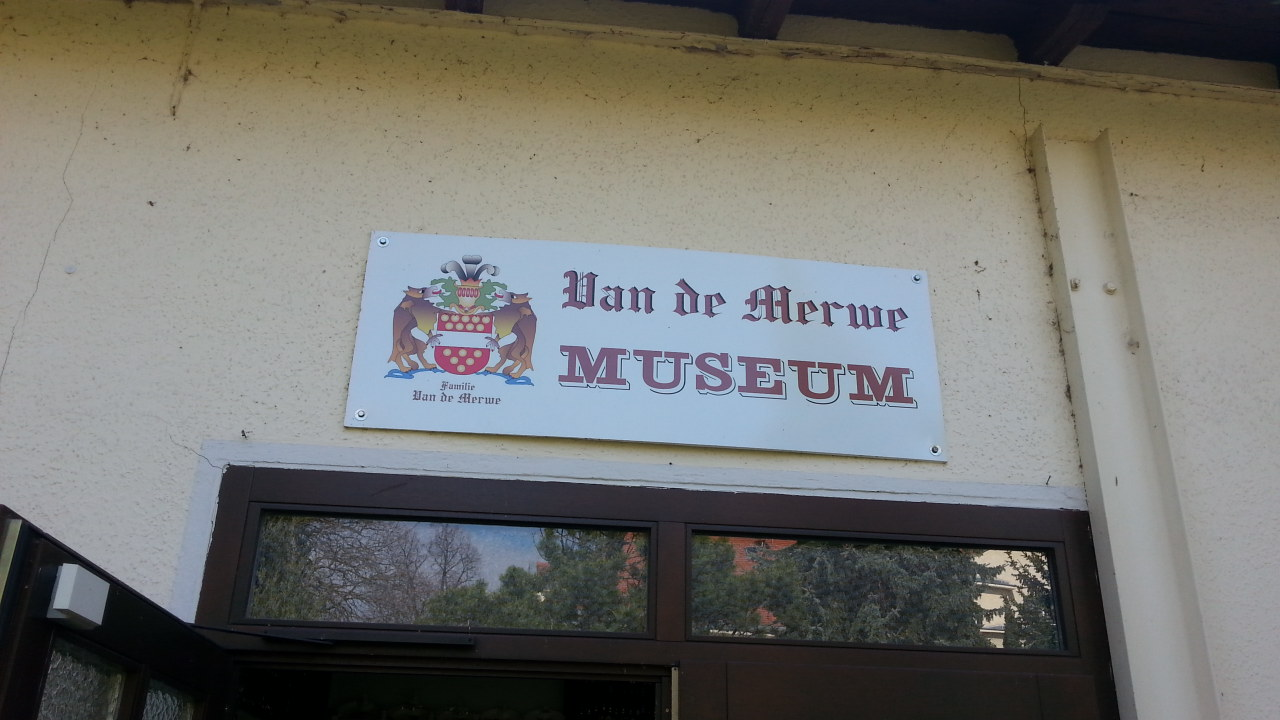
Eingang zum Museum van de Merwe

Die Besitzerfamilie betreibt auf dem Schloss ein privates Sammlermuseum, welches am 29. September 2012 vom niederländischen Minister für Integration Gerd Leers eingeweiht wurde. Der Schlossherr Erik van de Merwe hat in seiner 25-jährigen Sammelleidenschaft Exponate aus Europa gesammelt und auf Sammlerbörsen erstanden. Zu den außerordentlichen Ausstellungsstücken zählen ca. 75.000 Fingerhüte, 2015 begeisterten sich 1.500 Besucher für die außergewöhnliche Sammlung.